# 隆庆
隆庆（1567年—1572年）是明穆宗朱载坖的年号，明朝使用隆庆这个年号一共6年。隆庆年间，明朝采取一系列新政，重振国威，史称隆庆新政。
隆庆六年六月十日明神宗即位沿用，翌年改元萬曆。

## 大事记
- 隆庆元年——隆庆皇帝宣布解除海禁，调整海外贸易政策，允许民间私人远贩东西二洋。民间私人的海外贸易获得了合法的地位，东南沿海各地的民间海外贸易进入了一个新时期，史称 “隆庆开关”。
- 隆庆二年——内阁首辅徐阶致仕。
- 隆庆三年——高拱授文渊阁大学士兼掌吏部尚书，高拱正式控制内阁。
- 隆庆五年——封俺答汗为顺义王，同年开放封贡互市。从此基本结束了明朝与蒙古鞑靼各部近二百年兵戈相加的局面。
- 隆庆五年——西班牙帝国入侵占吕宋島，建马尼拉，对吕宋島统治初期，对前往吕宋的华人采取拉拢政策，因为吕宋当时的经贸发展要仰赖华人的努力和贸易。
- 隆庆六年——内阁次辅张居正联合司礼监秉笔太监冯保赶走高拱，从此张居正开始与冯保联手把持朝政。

## 出生
- 隆庆二年——魏忠賢，宦官

## 逝世
- 曾一本：著名海盜，隆慶三年被捕處決。
- 明穆宗朱载坖：中國明朝皇帝。

## 公元纪年对照表
| 隆庆 | 元年   | 二年   | 三年   | 四年   | 五年   | 六年   |
| ---- | ------ | ------ | ------ | ------ | ------ | ------ |
| 公元 | 1567年 | 1568年 | 1569年 | 1570年 | 1571年 | 1572年 |
| 干支 | 丁卯   | 戊辰   | 己巳   | 庚午   | 辛未   | 壬申   |

## 同期存在的其他政权年号
- 越南
  - 崇康（1566年－1578年）：莫朝—莫茂洽之年号
  - 天祐（1557年－1572年）：后黎朝—英宗黎維邦之年号
  - 正治（1572年）：后黎朝—英宗黎維邦之年号
  - 洪福（1572年）：后黎朝—世宗黎维潭之年号
- 日本
  - 永祿（1558年－1570年）：正亲町天皇之年號
  - 元龜（1570年－1573年）：正亲町天皇之年號

## 深入閱讀
- 李崇智. . 北京: 中華書局. 2004年12月. ISBN 7101025129.
- 鄧洪波. . 臺北: 國立臺灣大學東亞經典與文化研究計劃. 2005年3月  [2021-11-26]. ISBN 9789860005189. （原始内容 (pdf)存档于2007-08-25）.